# 苏联民航4号班机空难
苏联民航4号班机空难是发生于1958年8月15日的航空事故，此次事故造成64人死亡，是图-104型客机第一次有人员死亡的事故。

## 航机相关
苏联民航4号航班由装备了两台米库林AM-3M发动机的图-104A型客机执飞。它的注册编号是CCCP-Л5442。事发时，本机已飞行1,041小时。

## 事故过程
机组收到的天气预报显示哈巴罗夫斯克机场上空300~600米有积雨云和层云，比罗比詹区到马格达加奇区有雨，且伴有雷暴。能见度为4~10公里。由于天气因素，从哈巴罗夫斯克机场起飞推迟了3小时35分钟，机组和乘客直到当地时间21:45才登机。
机组在21:50接到维持在9,000米高度飞行的指令。飞行了150公里后，班机前方出现了高耸的积云，高到班机无法从其上方飞越。机组在空管的指挥下避开云层，逐渐下降。下降至8,600米高度后，机组请求高飞以避免更多云层。空管批准班机飞至11,000米高度，飞过阿尔哈拉时下降至9,000米。在11,000米的高度上云层依然很厚，于是塔台批准班机升到12,000米。机组在22:12报告高度为11,600米，可以看到天上的星星了。
机长在22:14报告飞机已达到12,000米高度。机组报告前方出现了大片积云，并准备万一无法躲开云层就返回哈巴罗夫斯克机场。22时18分，空管试图联系机组，只听到一个人焦虑地重复着“等一下，等一下”。一分钟后空管再次联系机组，得到同样的回应。之后，机组没有再接听。4号班机在22:20~22:25期间坠毁于距哈巴罗夫斯克机场西北215公里的密林中，机上54名乘客和10名机组人员全部罹难。飞机坠地时与地面成6度角，留下了长达450米的残骸区。

## 调查
调查显示飞机直到坠地前都完好无损，排除了落地前机舱减压的可能。飞行在4号班机航线以北150~200公里、高度在11,000~12,000米之间的两架图-16轰炸机报告在积云中有上升气流。失事的图-104型客机起飞时重量为66吨，这意味着在发动机额定功率下其最高飞行高度为11,700米，只有天气良好才可能飞到12,000米。航线上的天气状况远比空管收到的机组报告复杂，例如积云高度超过12,000米。为躲避云层，机组强行提升到影响安全飞行的高度。在机组强行提升高度而发动机动力不足的影响下，飞机失速了。发动机起火，起落架展开。机组未按照仪表的指示调整飞机姿态，加上发动机的故障，令事故无可避免。
除此之外，以下因素也共同导致了这起事故：
1. 空管人员和机组都未能详细分析当时的天气状况，令飞机违反飞行手册在危险天气飞行。
2. 班机延误近4小时才起飞，在此过程中气候变化愈加恶劣。
3. 领航人员准备不足。
4. 机组收到的天气预报没有说明云层最高点。
5. 客机没有标明最高安全高度。
6. 没有为失速故障准备应急预案。

后续事故证明图-104型客机在良好和恶劣的天候下都可能高度不稳定，其后会发生放开起落架、涡轮发动机故障、仪表失灵等问题。当时人们对图-104型客机因机翼工艺不精的易于失速等问题还不是十分了解。